# ボール袋

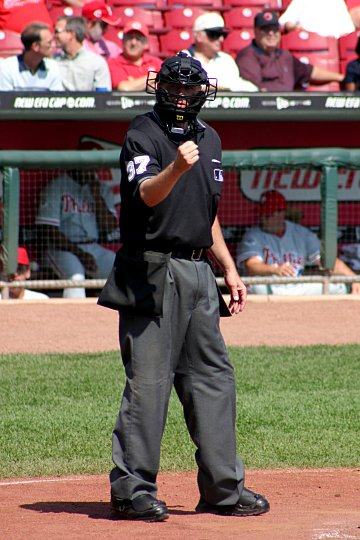
ボール袋を装備した球審

ボール袋（ボールぶくろ）とは、野球・ソフトボールの審判用具の1つで、球審が予備ボールを入れておくために腰に付ける袋。皮革製と布製がある。ボール入れとも言う。
ボール袋は利き手側に付けるのが原則だが、プロ野球を中心に両側に付けている球審も見られる。両側にボールを入れている場合もあるが、利き手側にボールを入れ、反対側にタオルや飲み物を入れている場合もある。
昨今のボール袋は、高校野球公式戦に配慮してか、外から見えるいかなる部分にメーカーの商標（マーク）がないモデルになっている。